# Maria von Schmedes
Maria von Schmedes (* 6. Oktober 1917 in Mödling bei Wien; † 23. Februar 2003 in Salzburg) war eine österreichische Sängerin und Schauspielerin.

## Leben
Nach einer Gesangs- und Schauspielausbildung in Wien trat Maria von Schmedes 1939 in der Berliner Philharmonie auf. Sie war eine der Interpretinnen des als „Durchhalteschlager“ angesehenen Lieds Es geht alles vorüber (Musik von Fred Raymond, zunächst von der in Ungnade gefallenen Lale Andersen interpretiert). Besonders erfolgreich war sie mit Wienerliedern und Schlagern im Wiener Dialekt, darunter Liedern von Alexander Steinbrecher, Ralph Benatzky, Karl Föderl, Ludwig Schmidseder und Hans Weiner-Dillmann. Bei einigen Stücken wird sie selbst als Autorin genannt. Als Vortragsorte werden Berlin, Hamburg, München, Norwegen, Salzburg, Wien und Zürich angegeben. Von 1942 bis 1943 war sie bei dem Kabarett der Komiker von Willi Schaeffers in Berlin tätig. Die Schallplattenveröffentlichungen erfassen die Zeit bis Ende der 1950er Jahre. Ab Anfang der 1960er Jahre trat sie nicht mehr öffentlich auf. Ab 1963 lebte sie in Salzburg. Sie war mit dem Kunsthistoriker Hans Sedlmayr verheiratet und hatte eine Tochter. Maria von Schmedes starb 2003 im Alter von 85 Jahren in einem Pflegeheim in Salzburg.

## Diskografie
- Ich kenn ein kleines Wegerl im Helenental (1940; M/T: Alexander Steinbrecher)
- Wie man in Wien sagt (1940; M: Fred Raymond, T: Max Wallner und Kurt Feltz; Polydor)
- Unter einem Regenschirm am Abend (1941; M: Alexander Steinbrecher; Grammophon)
- Flüstre, Peter (1941; Maria von Schmedes; Grammophon)
- Mein Sonntagsvergnügen (1942; Jupp Schmitz/Klaus S. Richter; Polydor)
- Es geht alles vorüber, es geht alles vorbei (1942; M: Fred Raymond; T: Max Wallner und Kurt Feltz; Grammophon)
- Es waren drei gute Kameraden (1942; M: Fred Raymond; T: Aldo von Pinelli; Grammophon)
- Hein Mück (1942; Willy Engel-Berger/Charles Amberg; Polydor)
- Ich freu’ mich schon so auf die Liebe (1942; Alexander Steinbrecher; Polydor)
- Im Paradeisgartl (1943; Ralph Benatzky; Siemens – Deutsche Grammophon)
- Franzl, ich hab’ einen Auftrag für dich (1943; M: Ludwig Schmidseder, T: Erich Meder; Siemens – Deutsche Grammophon)
- Zum Abschied reich’ ich dir die Hände (M: Karl Bette, T: Peter R. Holm)
- Babdadu (1947; M: Ernst Landl, T:Max Schinko/Peter Wehle; Harmona)
- Hallo, Baby, Mademoiselle (1948; Chapiro/Marbot/Karlick; Harmona/Polydor)
- St. Peter (Maria von Schmedes; Polydor)
- I hab rote Haar (1948; M: Florens von Nordhoff, T: Erich Meder; Austroton; Harmona)
- Da geh’ ich durch die Straßen (1948; Austroton; Harmona)
- Chi Baba, Chi Baba (1948; David/Livingston/Hoffman/Norbert von Siber; Harmona)
- Wenn die Sonnenblumen blühn (1948; Austroton, Elite Special)
- Ein Chanson aus Paris (1948; Harmona)
- Schneeglöckerl, Maiglöckerl (1949; M: Ludwig Schmidseder, T: Erich Meder; Austroton)
- Wenn mein Herr Willi aus der Schule kommt (1949; M: Heinz Zeisner, T: Fritz Jahn/Erich Meder; Harmona)
- Wenn ich Geburtstag hab’ (1949; M.Richard Priesnitz; Harmona)
- Ich brauche keine Mondscheinnacht (1949; Harmona)
- Guten Morgen (1949; M: Richard Priessnitz, T:Maria von Schmedes; Harmona)
- Ich hab nur ein Hemd (1949; M: Gerhard Winkler, T: Ralph Maria Siegel, Harmona – Austroton)
- Laternchen, Laternchen, Laternchen (1949; Heino Gaze; Harmona – Austroton; Elite Special)
- I kann net bügeln (1950; Toni Sulzböck/Else Brée/Johannes Fehring; Decca)
- Wenn mich nur der Michel möcht (1950; Peter Igelhoff/Richter; Decca)
- Laß’ mich nie mit Dir allein (1951; Harmona)
- Ich zähl’ mir’s an den Knöpfen ab (1951; M: Franz Grothe, T: Willy Dehmel; Harmona)
- Auf der Milchstraße (1951; Philips)
- Küß’ die Hand (1951; Philips)
- Ich möcht’ gern dein Herz klopfen hör’n (1952; Ralph Maria Siegel; Polydor)
- Es könnte ja alles so schön sein (1952; M: Peter Igelhoff/Doll/Bedova; Polydor)
- Hei Lili (Das schönste Glück auf der Erde) (1952, M: Bronisław Kaper, T: Helen Deutsch; Harmona)
- Du darfst nicht traurig sein (1952; Arturo Casadei/Heinz Woezel; Harmona)
- Mutter, ich hab’ eine Bitte an Dich (1952; Friedl Althaller/Gerda Klimek; Harmona)
- Jeden Abend vor dem Schlafengeh’n (1952; Aldo von Pinelli/Karl Bette; Harmona)
- Eine rosarote Kuh (als „Ruth Sommer“, 1952; Harmona)
- Schuster, bleib bei deinen Leisten (als „Ruth Sommer“, 1952, Harmona)
- Just take my hands and please don’t cry (1953; Harmona)
- Wenn du mir sagst (1953; Toni Sulzböck/Max Reindl; Harmona)
- Von Lech bis St. Anton (1953; Harmona)
- Kaffeehäferl-Ländler (M: Karl Föderl, T: Hochmuth/Werner; Harmona)
- Zwischen Simmering und Favoriten (Alexander Steinbrecher; Austroton)
- Drei Ochsen (1955; Bachrich/Gärtner; Decca)
- Mein Schatz is a Jager im Wald (1955; Schiebel/Finta/Marberg; Decca)
- Herzlieber Bua (1955; Grünewald/Schmidt; Decca)
- Kleines Edelweiß (K. G. Neumann; Decca)
- Der Gemsjäger (Frank Midi; Decca)
- Wenn in Tirol ein Dirndl küßt (Borschel/Zimm; Decca)
- Bauern Boogie (wohl 1956; Lang/Erich Meder; Decca)
- Amor, bitte schieß´ doch mal (wohl 1956; de Weille/Brandin; Decca)
- So kann das doch nicht weitergeh’n (1957; Decca)
- Ich wünsch’ mir eine Hochzeit wie im Märchen (1957; Heinz Reinfeld/Heinrich Reinsch; Decca)
- Leise klingen Hochzeitsglocken (1957; Jan Lüders/Fred Seltzer)
- Der Berliner Jemsenjäger (Volkslied; Decca/Polydor)
- Wennst in Himmel (Volkslied; Polydor)
- Der Platz neben meinem Kopfkissen (Polydor)
- Ich fürcht’ mich so! (Odeon)
- Mein Herz ist ein Schiff ohne Hafen (M: Frank Fox, T: Erich Meder; Austroton)
- Fensterl-Walzer (Polydor)
- A kleins Laternderl (M: Waldemar Gibisch, T: Ludwig Henze; Polydor)
- Sei lieb zu mir (Harmona)
- Stop, seh’n Sie nicht das rote Licht? (Harmona)
- Heidrun (Bringt dich Mutter zur Ruh’)
- Ich nehm’ mein Herz in meine beiden Hände (M: Fred Raymond, T: Hans Krause-Margraf; Polydor)
- Ich fürcht’ mich so (Frank Subert; Austroton)
- Kerzenlichtwalzer (Harmona)
- Zwischen Hamburg und Haiti (Werner Eisbrenner/J. M. Frank)
- Denk an mich (B. Bergantine/N. Wilke; Austroton)
- In Paris da fließt die Seine (G. Lafarge/N. Wilke; Austroton)
- Im Zimmer nebenan (Günter Neumann)
- Da geh’ ich durch die Straßen (von Schmedes; Austroton)
- Es ist ein Abschied nur für heut’ (M: Emmerich Zillner, T: Hans Werner; Elite Special/Odeon)
- Mit zwei Augen wie den Deinen (T/M: Artur Beul; Elite Special/Odeon)
- Domino (Louis Ferrari, Ralph Maria Siegel; Odeon)
- Sie können ganz beruhigt sein (Neubrand/Ferrer; Decca)
- Das Schönste auf der Welt (Ferrer; Decca)
- Oh Susanna (Stephen Foster/Hillmann; Harmona)

## Filme
- 1940: Nanette (Singstimme)
- 1942: Viel Lärm um Nixi